# Spaulding Pond (Antarktika)
Der Spaulding Pond ist ein Schmelzwassertümpel im Taylor Valley des ostantarktischen Viktorialands. Er liegt 500 m nordöstlich der Eiskliffs an der Mündung des Howard-Gletschers. 
Seinen Namen erhielt er auf Vorschlag der US-amerikanischen Hydrologin Diane Marie McKnight, Leiterin der Mannschaft des United States Geological Survey, welche zwischen 1987 und 1994 das Flusssystem des Fryxellsees im Taylor Valley untersuchte. Namensgeber ist die Hydrologin Sarah Ann Spaulding, die von 1988 bis 1989 und von 1991 bis 1992 an Untersuchungen dieses Tümpels beteiligt war.